# Agrotis preecox
Agrotis preecox är en fjärilsart som beskrevs av Jacob Hübner 1808. Agrotis preecox ingår i släktet Agrotis och familjen nattflyn. Inga underarter finns listade i Catalogue of Life.